# Кубическая пирамида
| Кубическая пирамида                                                                                | Кубическая пирамида                                   |
| -------------------------------------------------------------------------------------------------- | ----------------------------------------------------- |
| Диаграмма Шлегеля: проекция (перспектива) правильной кубической пирамиды в трёхмерное пространство |                                                       |
| Тип                                                                                                | Многогранная пирамида                                 |
| Символ Шлефли                                                                                      | ( ) ∨ {4,3} ( ) ∨ [{4} × { }] ( ) ∨ [{ } × { } × { }] |
| Ячеек                                                                                              | 7                                                     |
| Граней                                                                                             | 18                                                    |
| Рёбер                                                                                              | 20                                                    |
| Вершин                                                                                             | 9                                                     |
| Двойственный политоп                                                                               | Октаэдрическая пирамида                               |

Проекция вращающейся кубической пирамиды в трёхмерное пространство

Ортогональная двумерная проекция вращающейся правильногранной кубической пирамиды

Куби́ческая пирами́да — четырёхмерный многогранник (многоячейник): многогранная пирамида, имеющая основанием куб.

## Описание
Ограничена 7 трёхмерными ячейками — 6 квадратными пирамидами и 1 кубом. Кубическая ячейка окружена всеми шестью пирамидальными; каждая пирамидальная ячейка окружена кубической и четырьмя пирамидальными.
У кубической пирамиды 18 граней — 6 квадратов и 12 треугольников. Каждая квадратная грань разделяет кубическую и пирамидальную ячейки, каждая треугольная — две пирамидальных.
Имеет 20 рёбер. На каждом ребре сходятся по три грани и по три ячейки: для 12 рёбер это две квадратных и треугольная грани, кубическая и две пирамидальных ячейки; для остальных 8 рёбер — три треугольных грани, три пирамидальных ячейки.
Имеет 9 вершин. В 8 вершинах сходятся по 4 ребра, по 6 граней (три квадратных, три треугольных) и по 4 ячейки (кубическая, три пирамидальных); в 1 вершине — 8 рёбер, все 12 треугольных граней и все 6 пирамидальных ячеек.

## Правильногранная кубическая пирамида
Если все рёбра кубической пирамиды имеют равную длину {\displaystyle a}, все её грани являются правильными многоугольниками. Четырёхмерный гиперобъём и трёхмерная гиперплощадь поверхности такой пирамиды выражаются соответственно как
{\displaystyle V_{4}={\frac {1}{8}}\;a^{4}=0{,}1250000a^{4},}
{\displaystyle S_{3}=\left(1+{\sqrt {2}}\right)a^{3}\approx 2{,}4142136a^{3}.}
Высота пирамиды при этом будет равна
{\displaystyle H={\frac {1}{2}}\;a=0{,}5000000a,}
радиус описанной гиперсферы (проходящей через все вершины многоячейника) —
{\displaystyle R=a=1{,}0000000a,}
радиус большей полувписанной гиперсферы (касающейся всех рёбер в их серединах) —
{\displaystyle \rho _{1}={\frac {\sqrt {3}}{2}}\;a\approx 0{,}8660254a,}
радиус меньшей полувписанной гиперсферы (касающейся всех граней) —
{\displaystyle \rho _{2}={\frac {1}{2}}\left({\sqrt {6}}-{\sqrt {2}}\right)a\approx 0{,}5176381a,}
радиус вписанной гиперсферы (касающейся всех ячеек) —
{\displaystyle r={\frac {1}{2}}\left({\sqrt {2}}-1\right)a\approx 0{,}2071068a.}
Центр вписанной гиперсферы располагается внутри пирамиды; центры описанной и большей полувписанной гиперсфер — в одной и той же точке вне пирамиды, симметричной вершине пирамиды относительно её основания; центр меньшей полувписанной гиперсферы — в другой точке вне пирамиды.
Такую пирамиду можно получить, взяв выпуклую оболочку любой вершины двадцатичетырёхъячейника и всех 8 соседних вершин, соединённых с ней ребром.
Угол между двумя смежными пирамидальными ячейками будет равен {\displaystyle 120^{\circ },} как и между смежными октаэдрическими ячейками в двадцатичетырёхъячейнике. Угол между кубической ячейкой и любой пирамидальной будет равен {\displaystyle 45^{\circ }.}

## В координатах
Правильногранную кубическую пирамиду с длиной ребра {\displaystyle 2} можно разместить в декартовой системе координат так, чтобы её вершины имели координаты
- {\displaystyle \left(\pm 1;\;\pm 1;\;\pm 1;\;0\right),}
- {\displaystyle \left(0;\;0;\;0;\;1\right).}

При этом центры описанной и большей полувписанной гиперсфер будут располагаться в точке {\displaystyle (0;\;0;\;0;\;-1),} центр меньшей полувписанной гиперсферы — в точке {\displaystyle (0;\;0;\;0;\;{\sqrt {3}}-2),} центр вписанной гиперсферы — в точке {\displaystyle (0;\;0;\;0;\;{\sqrt {2}}-1).}

## Заполнение пространства
Тессеракт можно разрезать на 8 одинаковых правильногранных кубических пирамид (с вершинами в центре тессеракта и основаниями на его восьми кубических ячейках) — подобно тому, как куб разрезается на 6 одинаковых квадратных пирамид (которые, однако, в данном случае правильногранными не будут).
А поскольку тессерактами возможно замостить четырёхмерное пространство без промежутков и наложений, правильногранная кубическая пирамида тоже является заполняющим четырёхмерное пространство многоячейником.
Доказать это можно и по-другому: разрезав двадцатичетырёхъячейник (также заполняющий четырёхмерное пространство) на 16 одинаковых правильногранных кубических пирамид.